# Havre Athletic Club
L'Havre Athletic Club, meglio noto come Le Havre o HAC, è una società calcistica francese con sede nella città di Le Havre, nel dipartimento della Senna Marittima. Milita in Ligue 1, la massima divisione del campionato francese, dal 2023.

## Storia

### I dubbi sulla data di nascita
L'Havre Athletic Club è famoso per affermare di essere la società più vecchia del calcio francese. Tuttavia, occorre notare che la fondazione del club (nato come polisportiva) nel 1872 non è attestata da nessun documento dell'epoca. Inoltre, la traccia più vecchia di una partita di calcio disputata dalla squadra risale al 1894.
La contesa sul club più anziano mette di fronte numerose altre squadre francesi, soprattutto parigine come il Paris Association Football Club, fondato nel 1890 ma non più esistente, e lo Standard Athletic Club, fondato dagli inglesi nel 1892 ed ancora esistente.

### Gli avvenimenti

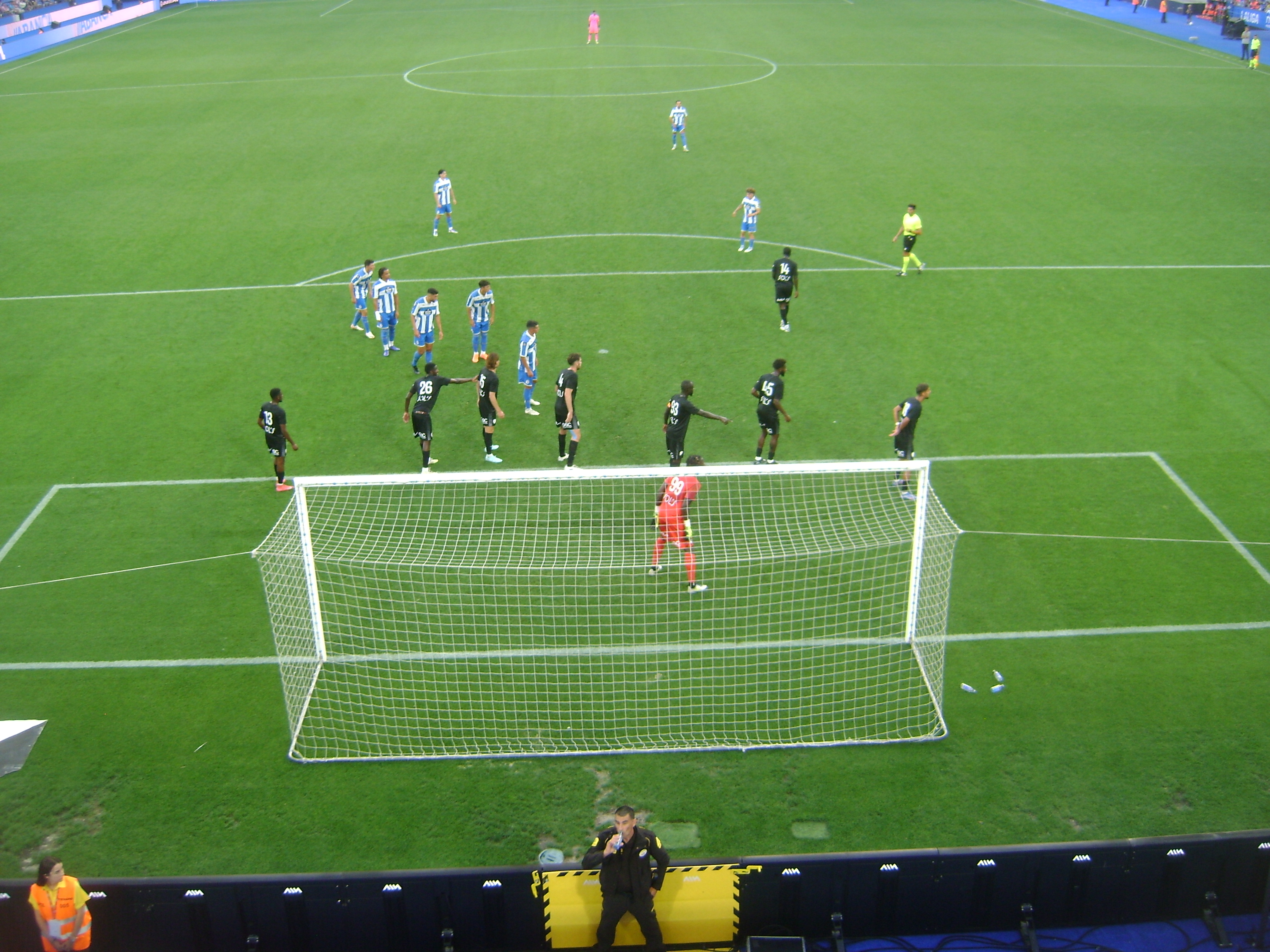
Deportivo de La Coruña vs. Le Havre.

La società nacque nel 1894 in seguito all'esplosione della passione per il calcio, portato in Francia dagli inglesi. I colori sociali (chiamati notoriamente ciel et marine) sono il celeste ed il blu, che rappresentano un riconoscimento nei confronti delle due Università più prestigiose di Inghilterra: Oxford (blu) e Cambridge (celeste).
Nel 1899 la squadra vinse il titolo di Campione di Francia senza giocare neppure una partita a causa del ritiro delle altre squadre. Il successo venne bissato l'anno successivo (1900).
Se si esclude la finale di Coppa di Francia raggiunta e persa nel 1920, all'inizio non sono tante le soddisfazioni per la società “nonna” del calcio francese. Nel 1933 il club adotta lo statuto professionistico ottenendo successivamente la promozione al campionato di prima divisione da dove retrocederà nel 1947. Risalito nella massima serie (1950), il club staziona nell'élite del calcio francese per sette anni durante i quali raggiunge il suo miglior piazzamento di sempre: il 3º posto nel 1951 dopo aver lottato tutto il campionato per il titolo.
Una nuova retrocessione e la crisi finanziaria fanno vacillare la società ma tutto viene risolto. Anzi, nel 1959 il Le Havre scrive una della pagine memorabili della sua lunga storia; al successo in seconda divisione e il conseguente ritorno in prima, si aggiunge la storica vittoria nella Coppa di Francia.
Nel 1962 un'altra retrocessione nella serie cadetta è resa più dura dal fatto che la squadra ritroverà il massimo campionato soltanto 23 anni più tardi. Sono tempi duri che portano i normanni addirittura in terza serie. Viene abbandonato pure lo status professionistico.
Nel 1979 arriva la promozione in seconda divisione dopo otto anni nella D3. La società ritorna professionistica nel 1981 e raggiunge nuovamente la massima serie nel 1985 per restarci tre anni. Nel 1991, la quinta promozione in prima divisione apre un nuovo capitolo che vedrà restare i normanni per ben nove anni nell'élite del calcio francese.
Promosso per la sesta volta in Ligue 1 nel 2002, è retrocesso dopo due anni trascorsi in massima serie. Dal 2004 al 2008 ha militato nuovamente in Ligue 2. La nuova promozione è giunta al termine della stagione 2007-2008, ma dopo una sola stagione in Ligue 1, la squadra normanna è tornata nella divisione cadetta.
Nella stagione 2022-2023 vince il campionato di seconda divisione tornando in Ligue 1 dopo 14 anni.

## Colori e simboli

### Colori
I colori ufficiali del club sono il celeste ed il blu marino. La scelta di questi due colori deriva da un compromesso tra i due fondatori del club che volevano utilizzare come colori societari quelli delle proprie università di origine: l'università di Oxford e l'università di Cambridge.

### Simboli

#### Stemma

Logo in uso dal 2000 al 2005.
Logo in uso dal 2005 al 2012.

## Calciatori
- Jean-Pierre Delaunay fu una delle bandiere del Le Havre, società per la quale ha giocato tra il 1985 e il 1999.
- David Mazzoncini, 1996-1997

## Palmarès

### Competizioni nazionali
- Coppa di Francia: 1

1958-1959
- Campionato francese di seconda divisione: 6  (record)

1937-1938, 1958-1959, 1984-1985 (girone A), 1990-1991 (girone B), 2007-2008, 2022-2023
- Supercoppa francese: 1

1959
- Campionato di Francia USFSA: 3

1899, 1900, 1919
- Coppa nazionale USFSA: 1

1918

### Competizioni regionali
- Campionato di Normandia USFSA: 9

1900, 1901, 1902, 1903, 1905, 1906, 1907, 1909, 1919
- Campionato di Normandia Division d'Honneur: 4

1920, 1921, 1923, 1926

### Competizioni internazionali
- Challenge international du Nord: 1

1900

### Competizioni giovanili
- Coppa Gambardella: 1

1989
- Championnat National U17: 2

1991-1992, 1997-1998

### Altri piazzamenti
- Campionato francese:

Terzo posto: 1950-1951
- Coppa di Francia:

Finalista: 1919-1920
Semifinalista: 1923-1924, 1937-1938, 1959-1960
- Coppa di Lega francese:

Semifinalista: 1994-1995
- Coppa Charles Drago:

Finalista: 1962
- Campionato francese di seconda divisione:

Secondo posto: 1949-1950
Terzo posto: 1947-1948, 1983-1984 (girone B), 1988-1989 (girone B)
Promozione: 2001-2002

## Organico

### Rosa 2024-2025
Aggiornata al 1º febbraio 2025.
| N. |                         | Ruolo | Calciatore            |
| -- | ----------------------- | ----- | --------------------- |
| 1  | Francia (bandiera)      | P     | Mathieu Gorgelin      |
| 4  | Francia (bandiera)      | D     | Gautier Lloris        |
| 6  | Francia (bandiera)      | D     | Étienne Youté Kinkoué |
| 7  | Ungheria (bandiera)     | D     | Loïc Nego             |
| 8  | Marocco (bandiera)      | C     | Yassine Kechta        |
| 9  | RD del Congo (bandiera) | A     | Yann Kitala           |
| 10 | Guadalupa (bandiera)    | A     | Josué Casimir         |
| 11 | Stati Uniti (bandiera)  | C     | Emmanuel Sabbi        |
| 14 | Russia (bandiera)       | C     | Daler Kuzjaev         |
| 17 | Marocco (bandiera)      | D     | Oualid El Hajjam      |
| 18 | Francia (bandiera)      | D     | Yanis Zouaoui         |
| 19 | Senegal (bandiera)      | C     | Rassoul Ndiaye        |
| 20 | Francia (bandiera)      | A     | Élysée Logbo          |
| 21 | Francia (bandiera)      | A     | Antoine Joujou        |
| 23 | Francia (bandiera)      | D     | Junior Mwanga         |

| N. |                     | Ruolo | Calciatore        |
| -- | ------------------- | ----- | ----------------- |
| 25 | Francia (bandiera)  | C     | Alois Confais     |
| 28 | Ghana (bandiera)    | C     | André Ayew        |
| 30 | Francia (bandiera)  | P     | Arthur Desmas     |
| 32 | Francia (bandiera)  | D     | Timothée Pembélé  |
| 32 | Francia (bandiera)  | C     | Mahamadou Diawara |
| 44 | Francia (bandiera)  | C     | Ismaïl Bouneb     |
| 45 | Senegal (bandiera)  | C     | Issa Soumaré      |
| 46 | Marocco (bandiera)  | D     | Ilyes Housni      |
| 50 | Francia (bandiera)  | P     | Paul Argney       |
| 70 | Svizzera (bandiera) | C     | Ruben Londja      |
| 93 | Senegal (bandiera)  | D     | Arouna Sangante   |
| 94 | Guinea (bandiera)   | C     | Abdoulaye Touré   |
| 97 | Senegal (bandiera)  | D     | Fodé Ballo-Touré  |
| 99 | Egitto (bandiera)   | A     | Ahmed Hassan      |
|    | Francia (bandiera)  | D     | Thomas Delaine    |

### Rosa 2023-2024
Aggiornata al 20 febbraio 2024.
| N. |                           | Ruolo | Calciatore            |
| -- | ------------------------- | ----- | --------------------- |
| 1  | Francia (bandiera)        | P     | Mathieu Gorgelin      |
| 4  | Francia (bandiera)        | D     | Gautier Lloris        |
| 5  | Marocco (bandiera)        | C     | Oussama Targhalline   |
| 6  | Francia (bandiera)        | D     | Étienne Youté Kinkoué |
| 7  | Ungheria (bandiera)       | D     | Loïc Nego             |
| 8  | Marocco (bandiera)        | C     | Yassine Kechta        |
| 9  | Senegal (bandiera)        | A     | Mohamed Bayo          |
| 11 | Stati Uniti (bandiera)    | C     | Emmanuel Sabbi        |
| 13 | Francia (bandiera)        | A     | Steve Ngoura          |
| 14 | Russia (bandiera)         | C     | Daler Kuzjaev         |
| 16 | Costa d'Avorio (bandiera) | P     | Mohamed Koné          |
| 17 | Marocco (bandiera)        | D     | Oualid El Hajjam      |
| 18 | Rep. del Congo (bandiera) | C     | Nolan Mbemba          |
| 19 | Senegal (bandiera)        | C     | Rassoul Ndiaye        |
| 20 | Francia (bandiera)        | A     | Élysée Logbo          |

| N. |                            | Ruolo | Calciatore        |
| -- | -------------------------- | ----- | ----------------- |
| 21 | Francia (bandiera)         | A     | Antoine Joujou    |
| 22 | Guyana francese (bandiera) | D     | Yoann Salmier     |
| 23 | Guadalupa (bandiera)       | A     | Josué Casimir     |
| 24 | Francia (bandiera)         | D     | Cheick Doumbia    |
| 25 | Francia (bandiera)         | C     | Alois Confais     |
| 26 | Francia (bandiera)         | C     | Simon Ebonog      |
| 27 | Costa d'Avorio (bandiera)  | D     | Christopher Operi |
| 28 | Ghana (bandiera)           | C     | André Ayew        |
| 29 | Francia (bandiera)         | C     | Samuel Grandsir   |
| 30 | Francia (bandiera)         | P     | Arthur Desmas     |
| 35 | Francia (bandiera)         | D     | Yoni Gomis        |
| 37 | Francia (bandiera)         | C     | Mokrane Bentoumi  |
| 93 | Senegal (bandiera)         | D     | Arouna Sangante   |
| 94 | Francia (bandiera)         | C     | Abdoulaye Touré   |

### Rosa 2022-2023
Aggiornata al 24 gennaio 2023.
| N. |                           | Ruolo | Calciatore          |
| -- | ------------------------- | ----- | ------------------- |
| 1  | Francia (bandiera)        | P     | Mathieu Gorgelin    |
| 2  | Marocco (bandiera)        | D     | Abdelwahed Wahib    |
| 3  | Marocco (bandiera)        | C     | Nassim Chadli       |
| 4  | Francia (bandiera)        | D     | Gautier Lloris      |
| 5  | Marocco (bandiera)        | C     | Oussama Targhalline |
| 6  | Francia (bandiera)        | C     | Check Oumar Diakité |
| 8  | Marocco (bandiera)        | C     | Yassine Kechta      |
| 9  | Francia (bandiera)        | A     | Yann Kitala         |
| 10 | Francia (bandiera)        | C     | Nabil Alioui        |
| 11 | Francia (bandiera)        | A     | Quentin Cornette    |
| 12 | Guinea (bandiera)         | A     | Salifou Soumah      |
| 13 | Francia (bandiera)        | A     | Steve Ngoura        |
| 14 | Senegal (bandiera)        | A     | Jamal Thiaré        |
| 15 | Francia (bandiera)        | D     | Terence Kongolo     |
| 16 | Costa d'Avorio (bandiera) | P     | Mohamed Koné        |

| N. |                           | Ruolo | Calciatore            |
| -- | ------------------------- | ----- | --------------------- |
| 17 | Marocco (bandiera)        | D     | Oualid El Hajjam      |
| 18 | Rep. del Congo (bandiera) | C     | Nolan Mbemba          |
| 19 | Marocco (bandiera)        | D     | Djamal Moussadek      |
| 21 | Francia (bandiera)        | C     | Ylan Gomes            |
| 22 | Algeria (bandiera)        | C     | Victor Lekhal         |
| 23 | Guadalupa (bandiera)      | A     | Josué Casimir         |
| 24 | Francia (bandiera)        | D     | Amir Richardson       |
| 25 | Francia (bandiera)        | C     | Alois Confais         |
| 26 | Francia (bandiera)        | C     | Simon Ebonog          |
| 27 | Costa d'Avorio (bandiera) | D     | Christopher Operi     |
| 28 | Francia (bandiera)        | C     | Elies Mahmoud         |
| 30 | Francia (bandiera)        | P     | Arthur Desmas         |
| 66 | Camerun (bandiera)        | C     | Aristide Wam          |
| 92 | Francia (bandiera)        | D     | Étienne Youté Kinkoué |
| 93 | Senegal (bandiera)        | D     | Arouna Sangante       |

### Rosa 2021-2022
Aggiornata al 21 gennaio 2022.
| N. |                           | Ruolo | Calciatore             |
| -- | ------------------------- | ----- | ---------------------- |
| 1  | Francia (bandiera)        | P     | Mathieu Gorgelin       |
| 2  | Marocco (bandiera)        | D     | Abdelwahed Wahib       |
| 4  | Francia (bandiera)        | D     | Thierno Baldé          |
| 5  | Rep. del Congo (bandiera) | D     | Fernand Mayembo        |
| 6  | Francia (bandiera)        | D     | Souleymane Isaak Touré |
| 7  | Francia (bandiera)        | C     | Jean-Pascal Fontaine   |
| 9  | Francia (bandiera)        | A     | Khalid Boutaïb         |
| 10 | Francia (bandiera)        | C     | Nabil Alioui           |
| 11 | Francia (bandiera)        | A     | Quentin Cornette       |
| 12 | Tunisia (bandiera)        | D     | Ayman Ben Mohamed      |
| 14 | Senegal (bandiera)        | A     | Jamal Thiaré           |
| 15 | Francia (bandiera)        | C     | Abdoullah Ba           |
| 16 | Costa d'Avorio (bandiera) | P     | Mohamed Koné           |

| N. |                       | Ruolo | Calciatore       |
| -- | --------------------- | ----- | ---------------- |
| 17 | Francia (bandiera)    | C     | Alexandre Bonnet |
| 18 | Francia (bandiera)    | C     | Nolan Mbemba     |
| 20 | Francia (bandiera)    | D     | Ismaël Boura     |
| 21 | Francia (bandiera)    | C     | Ylan Gomes       |
| 22 | Algeria (bandiera)    | C     | Victor Lekhal    |
| 23 | Guadalupa (bandiera)  | A     | Josué Casimir    |
| 24 | Francia (bandiera)    | D     | Amir Richardson  |
| 25 | Mauritania (bandiera) | A     | Pape Ibnou Ba    |
| 27 | Francia (bandiera)    | D     | Pierre Gibaud    |
| 28 | Francia (bandiera)    | C     | Elies Mahmoud    |
| 29 | Senegal (bandiera)    | D     | Arouna Sangante  |
| 30 | Francia (bandiera)    | P     | Yahia Fofana     |

### Rosa 2020-2021
Aggiornata all'8 luglio 2020.
| N. |                           | Ruolo | Calciatore           |
| -- | ------------------------- | ----- | -------------------- |
| 1  | Francia (bandiera)        | P     | Mathieu Gorgelin     |
| 4  | Turchia (bandiera)        | D     | Ertuğrul Ersoy       |
| 5  | Rep. del Congo (bandiera) | D     | Fernand Mayembo      |
| 6  | Francia (bandiera)        | C     | Romain Basque        |
| 7  | Francia (bandiera)        | C     | Jean-Pascal Fontaine |
| 8  | Francia (bandiera)        | C     | Himad Abdelli        |
| 9  | Francia (bandiera)        | C     | Ateef Konaté         |
| 10 | Francia (bandiera)        | A     | Alan Dzabana         |
| 11 | Francia (bandiera)        | A     | Quentin Cornette     |
| 12 | Tunisia (bandiera)        | D     | Ayman Ben Mohamed    |
| 14 | Senegal (bandiera)        | A     | Jamal Thiaré         |

| N. |                         | Ruolo | Calciatore        |
| -- | ----------------------- | ----- | ----------------- |
| 17 | Francia (bandiera)      | C     | Alexandre Bonnet  |
| 18 | Francia (bandiera)      | C     | Nolan Mbemba      |
| 19 | Burkina Faso (bandiera) | D     | Yacouba Coulibaly |
| 21 | Francia (bandiera)      | C     | Daylam Meddah     |
| 22 | Algeria (bandiera)      | C     | Victor Lekhal     |
| 26 | Francia (bandiera)      | D     | Woyo Coulibaly    |
| 27 | Francia (bandiera)      | D     | Pierre Gibaud     |
| 29 | Haiti (bandiera)        | A     | Hervé Bazile      |
| 30 | Francia (bandiera)      | P     | Yahia Fofana      |
| 33 | Francia (bandiera)      | P     | Mamadou Fofana    |

### Rosa 2019-2020
Aggiornata al 15 febbraio 2020.
| N. |                           | Ruolo | Calciatore           |
| -- | ------------------------- | ----- | -------------------- |
| 1  | Francia (bandiera)        | P     | Mathieu Gorgelin     |
| 3  | Turchia (bandiera)        | D     | Umut Meraş           |
| 4  | Turchia (bandiera)        | D     | Ertuğrul Ersoy       |
| 5  | Rep. del Congo (bandiera) | D     | Fernand Mayembo      |
| 6  | Francia (bandiera)        | C     | Romain Basque        |
| 7  | Francia (bandiera)        | C     | Jean-Pascal Fontaine |
| 8  | Francia (bandiera)        | C     | Himad Abdelli        |
| 9  | Francia (bandiera)        | C     | Ateef Konaté         |
| 10 | Francia (bandiera)        | A     | Alan Dzabana         |
| 11 | Zimbabwe (bandiera)       | A     | Tino Kadewere        |
| 12 | Tunisia (bandiera)        | D     | Ayman Ben Mohamed    |
| 13 | Ghana (bandiera)          | A     | Ebenezer Assifuah    |
| 14 | Senegal (bandiera)        | A     | Jamal Thiaré         |

| N. |                               | Ruolo | Calciatore              |
| -- | ----------------------------- | ----- | ----------------------- |
| 17 | Francia (bandiera)            | C     | Alexandre Bonnet        |
| 18 | Rep. Centrafricana (bandiera) | C     | Amos Youga              |
| 20 | Mali (bandiera)               | D     | Baba Traoré             |
| 21 | Francia (bandiera)            | C     | Daylam Meddah           |
| 22 | Algeria (bandiera)            | C     | Victor Lekhal           |
| 23 | Francia (bandiera)            | C     | Eric Junior Dina-Ebimbe |
| 24 | Francia (bandiera)            | C     | Pape Gueye              |
| 25 | Ungheria (bandiera)           | D     | Barnabás Bese           |
| 26 | Francia (bandiera)            | D     | Woyo Coulibaly          |
| 28 | Francia (bandiera)            | D     | Loïc Badé               |
| 29 | Haiti (bandiera)              | A     | Hervé Bazile            |
| 30 | Francia (bandiera)            | P     | Yahia Fofana            |

### Rosa 2018-2019
Rosa aggiornata al 2 settembre 2018.
| N. |                           | Ruolo | Calciatore           |
| -- | ------------------------- | ----- | -------------------- |
| 1  | Mali (bandiera)           | P     | Oumar Sissoko        |
| 2  | Brasile (bandiera)        | D     | Léo Príncipe         |
| 3  | Guadalupa (bandiera)      | D     | Kelly Irep           |
| 4  | Francia (bandiera)        | D     | Harold Moukoudi      |
| 5  | Rep. del Congo (bandiera) | D     | Fernand Mayembo      |
| 6  | Costa d'Avorio (bandiera) | C     | Christ Tiéhi         |
| 7  | Francia (bandiera)        | C     | Jean-Pascal Fontaine |
| 8  | Algeria (bandiera)        | C     | Zinedine Ferhat      |
| 10 | Francia (bandiera)        | A     | Alan Dzabana         |
| 11 | Zimbabwe (bandiera)       | A     | Tino Kadewere        |
| 12 | Rep. del Congo (bandiera) | A     | Bevic Moussiti-Oko   |
| 13 | Ghana (bandiera)          | A     | Ebenezer Assifuah    |
| 14 | Senegal (bandiera)        | A     | Jamal Thiaré         |
| 15 | Francia (bandiera)        | D     | Samba Camara         |

| N. |                               | Ruolo | Calciatore          |
| -- | ----------------------------- | ----- | ------------------- |
| 16 | Guadalupa (bandiera)          | P     | Yohann Thuram-Ulien |
| 17 | Francia (bandiera)            | C     | Alexandre Bonnet    |
| 18 | Rep. Centrafricana (bandiera) | C     | Amos Youga          |
| 19 | Burkina Faso (bandiera)       | D     | Yacouba Coulibaly   |
| 20 | Francia (bandiera)            | D     | Baba Traoré         |
| 21 | Francia (bandiera)            | D     | Dénys Bain          |
| 22 | Francia (bandiera)            | C     | Victor Lekhal       |
| 23 | Turchia (bandiera)            | D     | Özer Özdemir        |
| 24 | Francia (bandiera)            | C     | Pape Gueye          |
| 25 | Ungheria (bandiera)           | D     | Barnabás Bese       |
| 27 | Francia (bandiera)            | C     | Romain Basque       |
| 28 | Francia (bandiera)            | A     | Alimami Gory        |
| 29 | Francia (bandiera)            | A     | Hervé Bazile        |
| 50 | Francia (bandiera)            | P     | Arnaud Balijon      |